# Сюца
Сюца (на гръцки: Σιούτσα) е река в Егейска Македония, Гърция, десен приток на Бистрица (Алиакмонас).
Извира в Пинд, северно от връх Зварнистра под името Дзаруна (Τζαροΰνα), сменено в 1969 година на Дяволос (Διάβολος). Тече на север, след което завива на североизток и образува пролом между Вигла Лимбинову от север и Цука Кондояни от юг. Приема големия си ляв приток Мавромати и завива на югоизток.  След излизането си от планината приема най-общо североизточна посока и се влива в Бистрица североизточно от село Димитра.